# Шеберган
Шеберган или Шабурган (на узбекски, на пущунски, на персийски: شبرغان) е столицата на провинция Джоузджан в Северен Афганистан.
Шеберган има население от 175 599 души (2015). Градът има обща площ от 7335 ha и е разделен на четири района. Общият брой на жилищата в Шеберган е 19 511.

## Местоположение
Шеберган е разположен по бреговете на река Сари Пул, около 130 km западно от Мазари Шариф на националния основен околовръстен път, който свързва Кабул, Пули Хумри, Мазари Шариф, Шеберган, Маймана, Херат, Кандахар, Газни и Майданшар. Летище Шеберган се намира между Шеберган и Акча.

## Етимология
Името на града е изопачен вариант на класическото персийско име Шапорган, което означава „градът на [крал] Шапур“. Името Шапур носят двама сасанидски крале, и двамата построили голям брой градове. Въпреки това Шапур I е бил управител на източните провинции на империята и е по-вероятно той да е строителят на път между няколко важни града. Те включват Нишапур и Бишапур в Иран и Пешавар в Пакистан.